# Operace Karas
Operace Karas byl krycí název pro pozemní výsadek vyslaný během II. světové války na území Slovenska a organizovaný zpravodajským odborem exilového Ministerstva národní obrany.

## Složení a úkoly
Jediným příslušníkem výsadku byl kpt. Jaroslav Krátký. Jeho úkolem bylo pomáhat při organizování SNP, provádět zpravodajskou činnost a předávat informace do Londýna. Zároveň byl jmenován styčným důstojníkem vrchního velení čs. zahraniční armády u vedení slovenského vojenského odboje, později u velení SNP.

## Činnost
Oproti jiným byl výsadek proveden pozemní cestou. Přes Turecko se Krátký v březnu 1944 dostal na Slovensko železničním expresem na platný slovenský pas (na jméno Dezider Bukovinský). V Bratislavě se spojil s odbojovou organizací Flora a dalšími odbojovými organizacemi. Navázal styk i s pplk. Golianem a zapojil se do příprav na povstání. Zároveň se mu podařilo navázat radiové spojení s Londýnem.
Po vypuknutí SNP působil u štábu velení povstání jako styčný důstojník MNO. Funkci vykonával až do příchodu gen. Viesta. Kromě činnosti ve štábu Krátký spolupracoval i s výsadkovou skupinou Manganese.
Po vojenské porážce SNP ustupoval společně s velením z Banské Bystrice. 1. listopadu 1944 byl při ústupu směrem na Donovaly společně s gen. Viestem a gen. Golianem u Bukovce zajat. Přes Bratislavu a Prahu byl převezen do Berlína, kde byl vězněn a vyslýchán. Počátkem roku 1945 byl pravděpodobně s generály Viestem a Golianem popraven v koncentračním táboře Flosenbürg. Podle nepotvrzených zdrojů válku přežil a byl přepraven do Sovětského svazu, kde zahynul v gulagu.